# Dominika Cibulková
Dominika Cibulková (Bratislava, 6 maggio 1989) è un'ex tennista slovacca.
In carriera si è aggiudicata otto titoli WTA su un totale di ventuno finali disputate, spingendosi fino alla 4ª posizione del ranking mondiale il 20 marzo 2017. Vanta, inoltre, almeno un quarto di finale in tutti i tornei del Grande Slam, mentre nel 2014 si è spinta fino in finale all'Australian Open, sconfitta dalla cinese Li Na, diventando la prima tennista donna slovacca a raggiungere tale risultato, e precedentemente si era spinta fino alla semifinale all'Open di Francia 2009. Nel 2016 debutta alle WTA Finals, vincendo il torneo di fine anno: questo successo alla prima apparizione è il quarto nella storia del tennis, infatti prima di lei solo Serena Williams (2001), Marija Šarapova (2004) e Petra Kvitová (2011).
Nel doppio, è stata numero 59 al mondo nel 2012 e vanta un quarto di finale agli US Open 2008, raggiunto nel 2008, e un titolo WTA. Nel doppio misto, invece, si è spinta fino ai quarti di finale all'Australian Open 2009. Il 12 novembre 2019, a trent'anni e mezzo, annuncia il ritiro dal professionismo.

## Carriera
È destrimane e gioca il rovescio a due mani. Considera la terra battuta ed il cemento le sue superfici migliori. È dotata di fondamentali molto equilibrati e regolari; la statura ridotta, se la penalizza al servizio, per contro le garantisce un'eccellente mobilità.

### 2004-2005
Debutta nel circuito ITF alla fine del 2004, partecipando alle qualificazioni del torneo ITF di Pruhonice. L'anno seguente raggiunge la finale al torneo ITF di Rabat, perdendo contro Andreja Klepac e in seguito tenta la qualificazione al torneo WTA di Rabat. A fine agosto vince il suo primo titolo ITF in singolare al torneo di Amarante. Chiude l'anno debuttando anche nel doppio ai tornei ITF di Lagos 1 e Lagos 2 con Diana Vranceanu e Ria Doenemann.

### 2006
Inizia l'anno al torneo ITF di Saguenay, dove perde al primo turno, sia in singolare che in doppio; in seguito al torneo ITF di Saint Georges de Beauce raggiunge la finale sia in singolare che in doppio, ma perde in entrambe le occasioni. Ad inizio maggio partecipa al torneo ITF di Charlottesville, dove si ferma in finale e poi a fine mese debutta in un torneo WTA, al Tier III di Istanbul, dove perde al secondo turno. Dopo la fallita qualificazione al torneo di Budapest, al torneo ITF di Rimini perde in finale in singolare. Dopo un secondo turno al torneo WTA di Tashkent, vince il secondo titolo ITF in singolare al torneo di Bratislava. Chiude l'anno con il secondo turno in singolare al torneo di ITF di Dubai.

### 2007-2008: prime finali

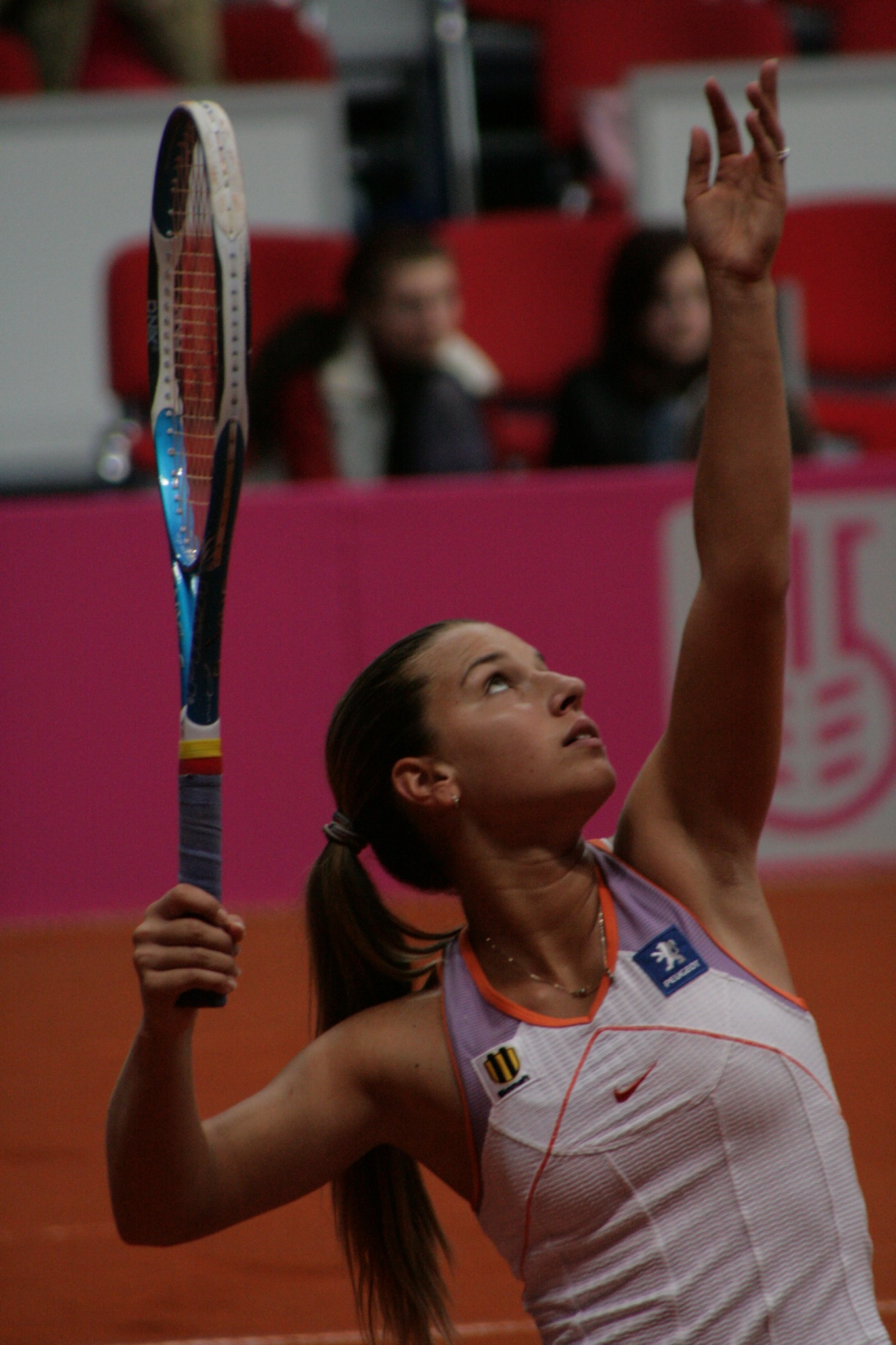
Dominika al servizio

L'anno inizia con il primo turno raggiunto al torneo WTA di Auckland. In seguito tenta la qualificazione agli Australian Open, ma perde subito al primo turno di qualificazione. Dopo un secondo turno a Bangalore e un primo turno a Miami, raggiunge il terzo turno ad Amelia Island e i quarti a Praga. Al Roland Garros esce di scena al terzo turno per mano di Svetlana Kuznecova. Prosegue l'annata in modo altalenante. A Wimbledon perde al primo turno di qualificazione ma poi raggiunge la semifinale al torneo ITF di Cuneo. In seguito si ferma ai quarti al torneo di Stoccolma e si qualifica agli US Open perdendo poi però al secondo turno contro Victoria Azarenka. Infine raggiunge la semifinale a Canton in singolare e la semifinale in doppio al torneo ITF di Bratislava.
Il 2008 si rivela essere quello migliore della slovacca. Dopo i quarti a Gold Coast, è sconfitta al primo turno agli Australian Open. A febbraio raggiunge i quarti al Tier I di Doha, e il terzo turno ad Indian Wells e Miami. Al Tier II di Amelia Island, raggiunge la prima finale della carriera dove è battuta da Marija Šarapova. Al Roland Garros perde al terzo turno contro Jelena Janković. Nel doppio si ferma al primo turno in coppia con Eva Hrdinova e nel doppio misto, con Gael Monfils, raggiunge il secondo turno. A Wimbledon non va oltre il primo turno sia in singolare che nel doppio. Al Tier II di Stanford si ritira nei quarti, mentre al Tier I di Montréal conquista la seconda finale stagionale battendo via via quattro Top 20. In finale, si arrende a Dinara Safina. Alle Olimpiadi di Pechino perde al terzo turno contro Jelena Jankovic per 5-7, 1-6. Agli US Open, è sconfitta da Agnieszka Radwańska al terzo turno, mentre in doppio raggiunge i quarti con Virginie Razzano. In coppia con Jurgen Melzer non supera invece il primo turno nel doppio misto. Conclude la stagione con i quarti al Tier II di Pechino e al Tier I di Mosca.

### 2009: semifinale al Roland Garros
L'anno inizia con la vittoria alla Hopman Cup con il connazionale Dominik Hrbaty. Agli Australian Open, la Cibulková si avventura fino agli ottavi di finale perdendo da Elena Dement'eva. Nel doppio si ferma al primo turno mentre nel doppio misto raggiunge i quarti con Jurgen Melzer. Con l'inizio della stagione sulla terra, Dominika prende parte ai tornei americani di Ponte Vedra Beach e Charleston disputati sulla terra verde, dove ottiene due quarti di finale perdendo rispettivamente contro le russe Elena Vesnina e Elena Dement'eva. A giugno dello stesso anno ha raggiunto la sua prima semifinale in un torneo dello Slam al Roland Garros, battendo tra le altre Marija Šarapova appena ritornata nel circuito, per 6-0 6-2 nei quarti di finale. Nel doppio e doppio misto invece si ferma al primo turno. A Wimbledon batte nei primi due turni Julie Coin e Urszula Radwańska, ma perde ancora dalla Vesnina al terzo turno. Nel doppio con Sofia Arvidsson perde subito al primo turno. Compete poi al torneo di Bastad, dove raggiunge i quarti di finale perdendo da Gisela Dulko. Non ottiene poi altri risultati ed è costretta a saltare il resto della stagione per un infortunio alla costola.

### 2010: quarti di finale agli US Open

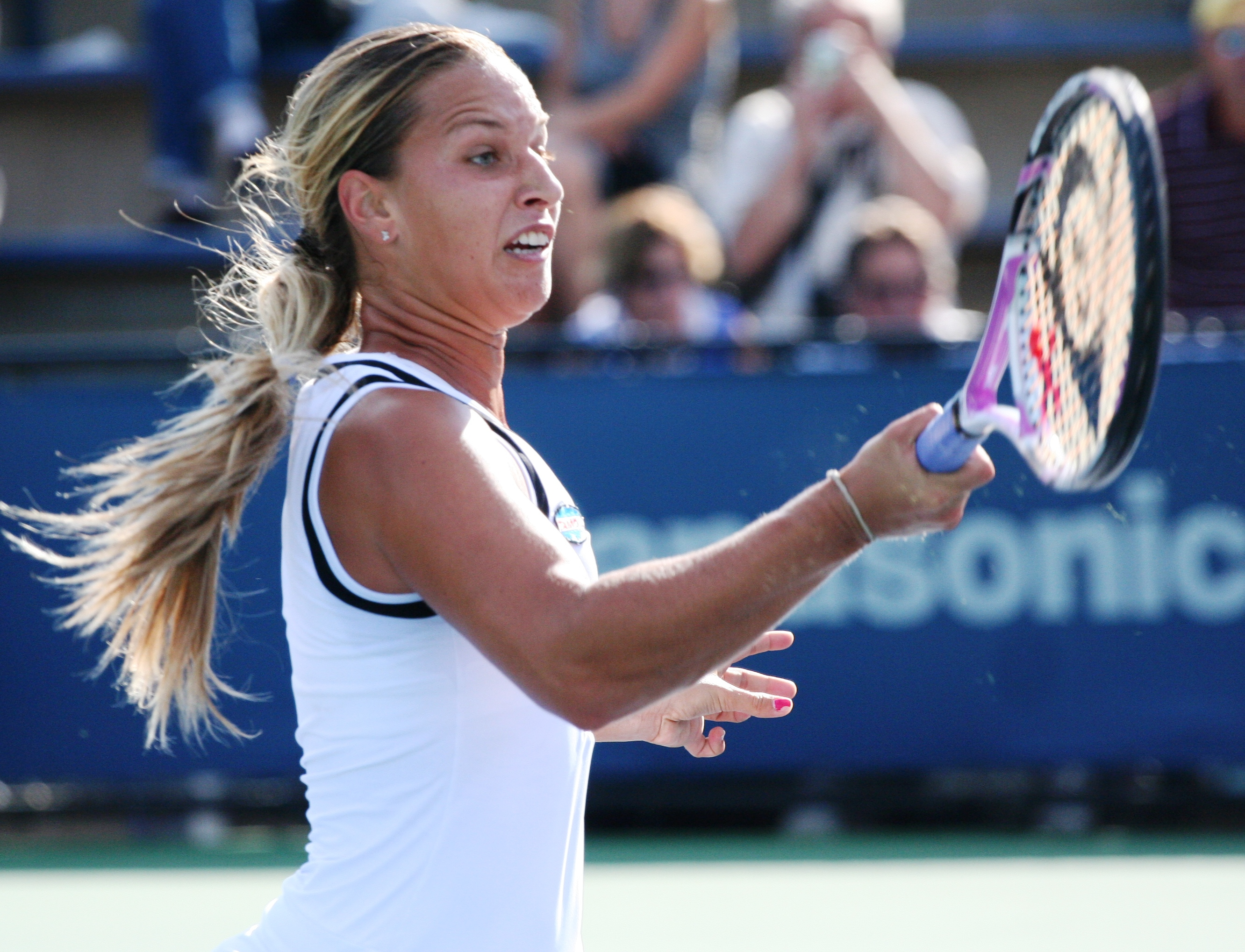
Dominika Cibulková agli US Open 2010

A inizio stagione la slovacca raggiunge subito i quarti all'ASB Classic di Auckland, dove viene sconfitta dall'italiana Flavia Pennetta con un netto 6-1, 6-2. Nel corso del torneo aveva battuto Alexandra Dulgheru per 6-0, 6-3, e Aravane Rezaï per 6-3, 6-4. Successivamente raggiunge il suo secondo quarto di finale consecutivo al Medibank International di Sydney, dove è sconfitta dalla sesta forza del tabellone Viktoryja Azaranka in tre set, con il punteggio di 2-6, 6-2, 7-5. Dopo l'ottimo inizio di stagione Dominika viene eliminata al primo turno agli Australian Open, sia in singolare che in doppio. A Monterrey, batte all'esordio l'italiana Roberta Vinci per 6-4, 6-3, al secondo turno incontra un'altra italiana Sara Errani che batte in tre set con il punteggio di 3-6, 6-4, 6-1. Ai quarti di finale batte l'ungherese Ágnes Szávay per 3-6, 6-3, 6-3. Viene sconfitta in semifinale dalla connazionale Daniela Hantuchová con il punteggio di 4-6, 6-3, 6-0.
A Ponte Vedra Beach, batte all'esordio Melinda Czink con il netto punteggio di 6-1, 6-4, al secondo turno batte la russa Kudrjavceva con un doppio 6-3 e ai quarti ha la meglio sulla canadese Aleksandra Wozniak col punteggio di 7-5, 6-1. In semifinale è sconfitta dalla futura finalista Vol'ha Havarcova per 6-4 7-5. Raggiunge, in seguito, il terzo turno a Roma e al Roland Garros. Nel doppio invece si ferma al secondo turno con Julia Goerges. La stagione sull'erba la inizia a s'Hertogenbosch dove viene sconfitta nei quarti da Kirsten Flipkens, mentre a Wimbledon esce di scena al terzo turno contro la numero 1 del mondo Serena Williams. Nel doppio raggiunge il terzo turno in coppia con Anastasia Pavlyuchenkova. Agli US Open ha raggiunto per la seconda volta in carriera i quarti di finale in un torneo dello Slam, dove è stata sconfitta da numero 1 del seeding Caroline Wozniacki. Durante il suo cammino ha battuto Stefanie Vögele, Kateryna Bondarenko, Lourdes Domínguez Lino e Svetlana Kuznecova. Nel doppio invece perde nel secondo turno. Chiude l'anno con i quarti raggiunti al torneo di Mosca.

### 2011: primo titolo WTA

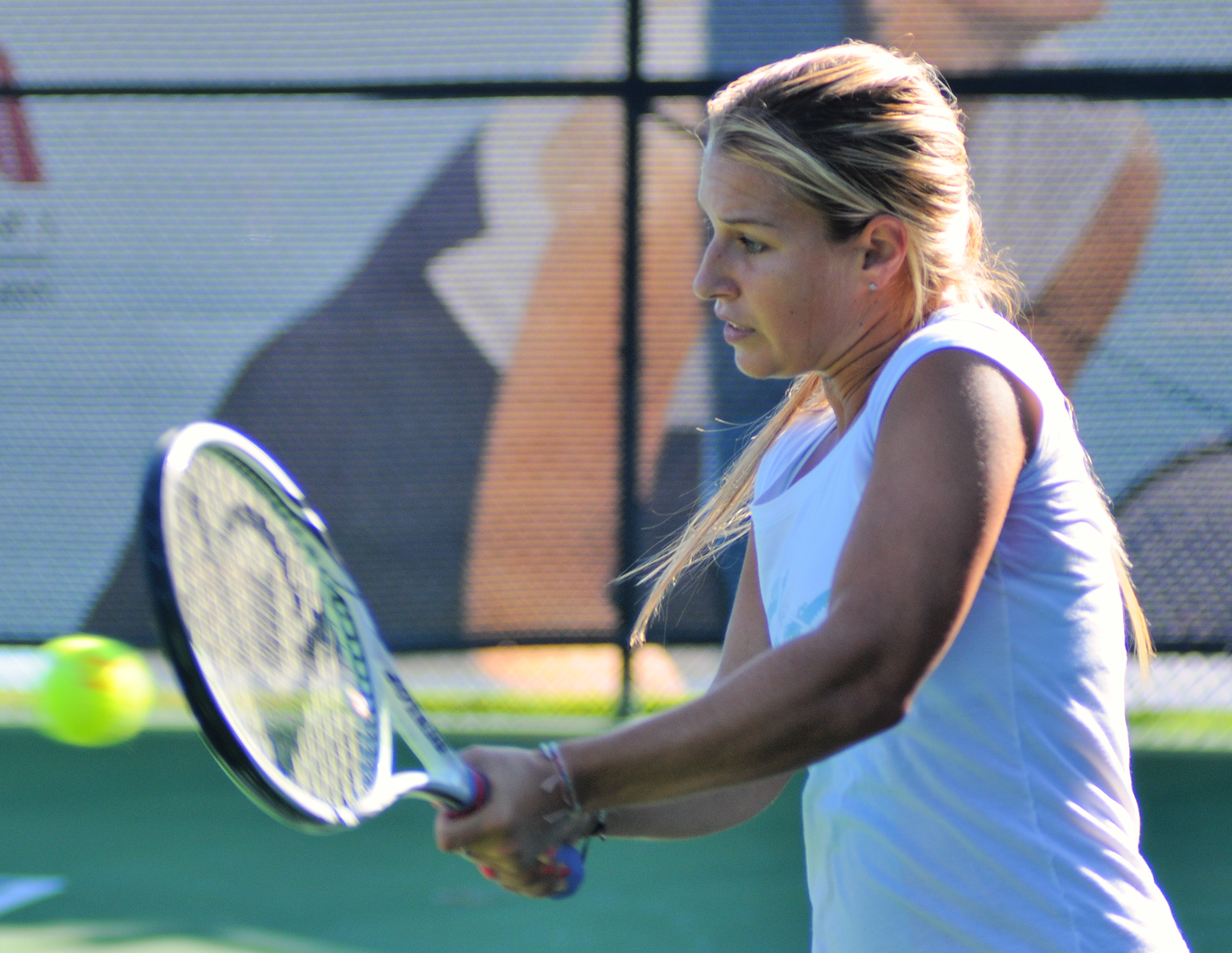
Dominika esegue un rovescio

Dominika Cibulková inizia la nuova stagione raggiungendo i quarti di finale a Brisbane, dove perde contro Petra Kvitová. Prende parte la settimana seguente a Sydney, dove batte la numero 1 del mondo Caroline Wozniacki al secondo turno, prima di essere sconfitta da Alisa Klejbanova nei quarti di finale. Agli Australian Open esce di scena nel terzo turno, dove viene eliminata dalla Wozniacki che si prende la rivincita. Nel doppio perde subito al primo turno in coppia con Anastasia Pavlyuchenkova. Nel mese di febbraio raggiunge i quarti di finale al Parigi Indoors dove è sconfitta da Kaia Kanepi. Ad Indian Wells batte a sorpresa al terzo turno la numero 3 del mondo Vera Zvonarëva, per poi soccombere a Yanina Wickmayer. A Miami raggiunge il terzo turno, venendo poi sconfitta da Victoria Azarenka per 3-6, 6-3, 6-4. Con l'inizio della parte di stagione dedicata alla terra rossa europea, la Cibulková raggiunge i quarti di finale a Madrid battendo tra le altre Svetlana Kuznecova e Marija Šarapova, ma viene battuta da Petra Kvitová in tre lottati set. Al Roland Garros, la statunitense Vania King estromette Dominika dallo Slam parigino già al primo turno. La parte di stagione dedicata all'erba, inizia con una semifinale a s'Hertogenbosch persa da Roberta Vinci. Nel doppio con Flavia Pennetta raggiunge la finale ma perde contro la coppia Strycova/Zakopalova. A Wimbledon sorprende ancora la numero 1 del mondo la Wozniacki in tre set agli ottavi, ma perde nei quarti di finale dalla Šarapova, mentre in doppio perde subito al primo turno in coppia con Petra Kvitova. Al torneo di Stanford arriva in semifinale, dove viene sconfitta da Marion Bartoli per ritiro. Dopo uno US Open al di sotto delle aspettative, sconfitta al secondo turno dalla giovane statunitense Irina Falconi e perdendo sempre al secondo turno in doppia con Francesca Schiavone. Dominika raggiunge i quarti al torneo di Seul e la finale al torneo di Linz, dove perde contro la Kvitová in due facili set. La settimana seguente, la Cibulková conquista il primo titolo della carriera, a Mosca, superando Kaia Kanepi in tre set.

### 2012: 2º titolo WTA ebest rankingin doppio

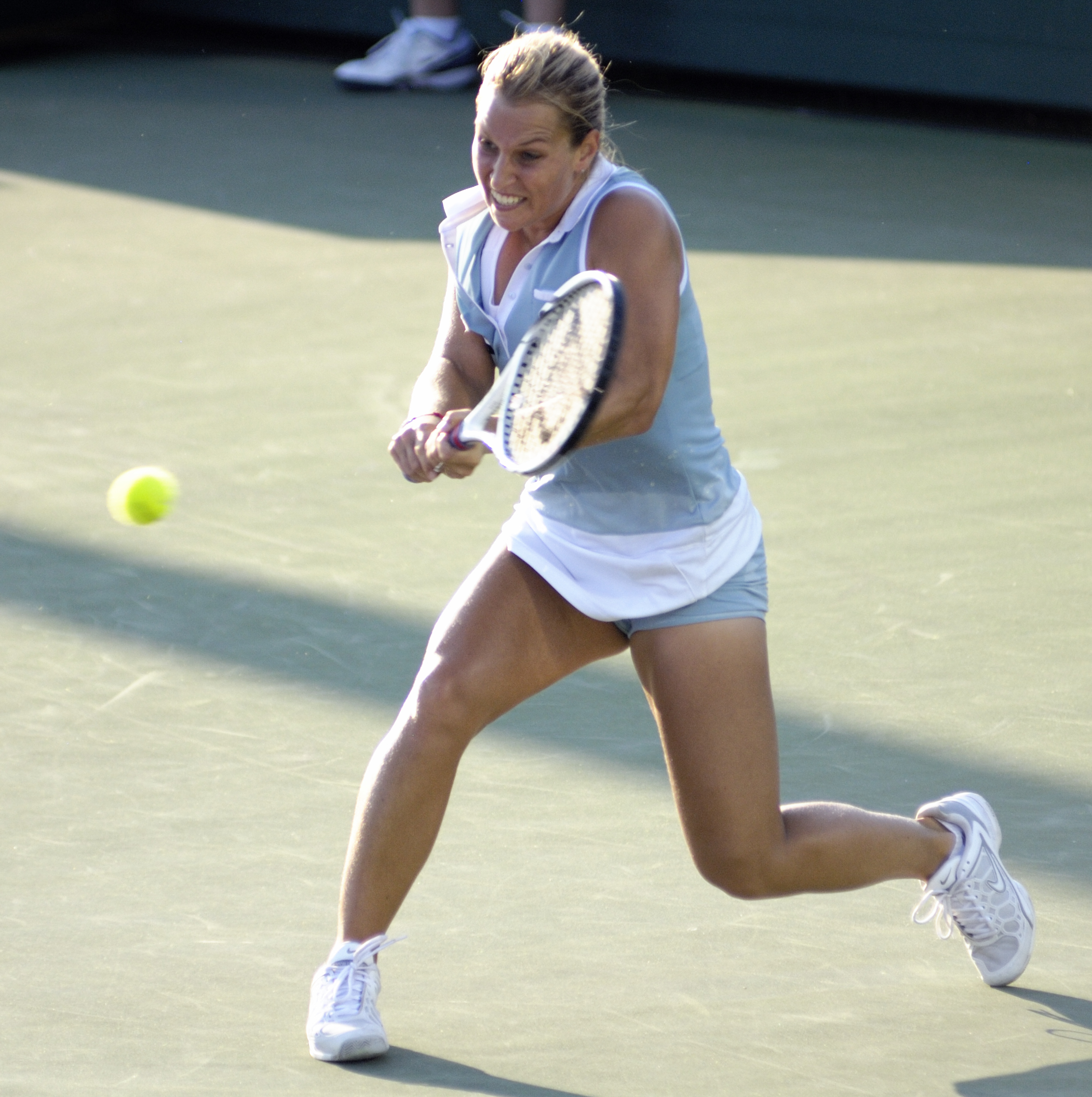
Dominika in azione a Miami 2012

L'anno inizia con il torneo di Brisbane, dove non supera il primo turno né in singolare né in doppio. All'Australian Open, Dominika perde al secondo turno contro l'ungherese Gréta Arn, mentre in doppio si ferma al secondo turno con Jill Craybas. Successivamente partecipa al BNP Paribas Open di Indian Wells, dove dopo aver usufruito di un bye all'esordio batte la connazionale Magdaléna Rybáriková per ritiro (Dominika era avanti 2-1 parziale), ma al terzo turno viene eliminata dall'italiana Roberta Vinci in tre set, 6(5)-7, 6-0, 6-4. Dopo Indian Wells la slovacca partecipa al Sony Ericsson Open di Miami dove all'esordio elimina la tennista georgiana Anna Tatišvili per 7-5, 6-1 e al terzo turno batte la cinese Zheng Jie, concedendole soltanto 2 game. Agli ottavi di finale la Cibulková affronta la numero 1 del mondo Viktoryja Azaranka andando molto vicino alla vittoria, conducendo il match con un vantaggio di un set e 5–2 prima che la Azarenka prevalga nella partita. La Cibulková raggiunge poi la finale a Barcellona, perdendo contro Sara Errani. Al torneo di Madrid raggiunge i quarti nel doppio con Janette Husarova e poi al torneo di Roma raggiunge sempre i quarti sia in singolare che in doppio. Dopo i quarti raggiunti anche al torneo di Bruxelles, agli Open di Francia si prende la rivincita sulla Azarenka dopo la sconfitta al torneo di Miami, battendo la numero 1 del mondo in due set al quarto turno. Dopo aver raggiunto il secondo quarto di finale allo Slam parigino, viene sconfitta dall'australiana Samantha Stosur. Nel doppio con Zheng Saisai perde al secondo turno contro la coppia Mladenovic/Vesnina.
In preparazione per Wimbledon, prende parte a s'Hertogenbosch, entrando con la testa di serie numero 3. Perde poi nei quarti di finale contro la futura campionessa Nadia Petrova. Nel doppio con Barbora Strycova perde in semifinale. Dominika perde al primo turno a Wimbledon Championships contro Klára Zakopalová, mentre in doppio perde al secondo turno. Dopo i quarti al torneo di Stanford, batte Marion Bartoli in due set vincendo il Mercury Insurance Open di Carlsbad, conquistando il secondo titolo della carriera. Alle Olimpiadi di Londra non supera il primo turno né in singolare né in doppio. Dopo i quarti al torneo di New Haven, raggiunge il terzo turno agli US Open, perdendo contro Roberta Vinci, mentre in doppio con Daniela Hantuchova perde al primo turno. Chiude l'anno raggiungendo i quarti anche al torneo di Mosca.

### 2013: 3º titolo WTA

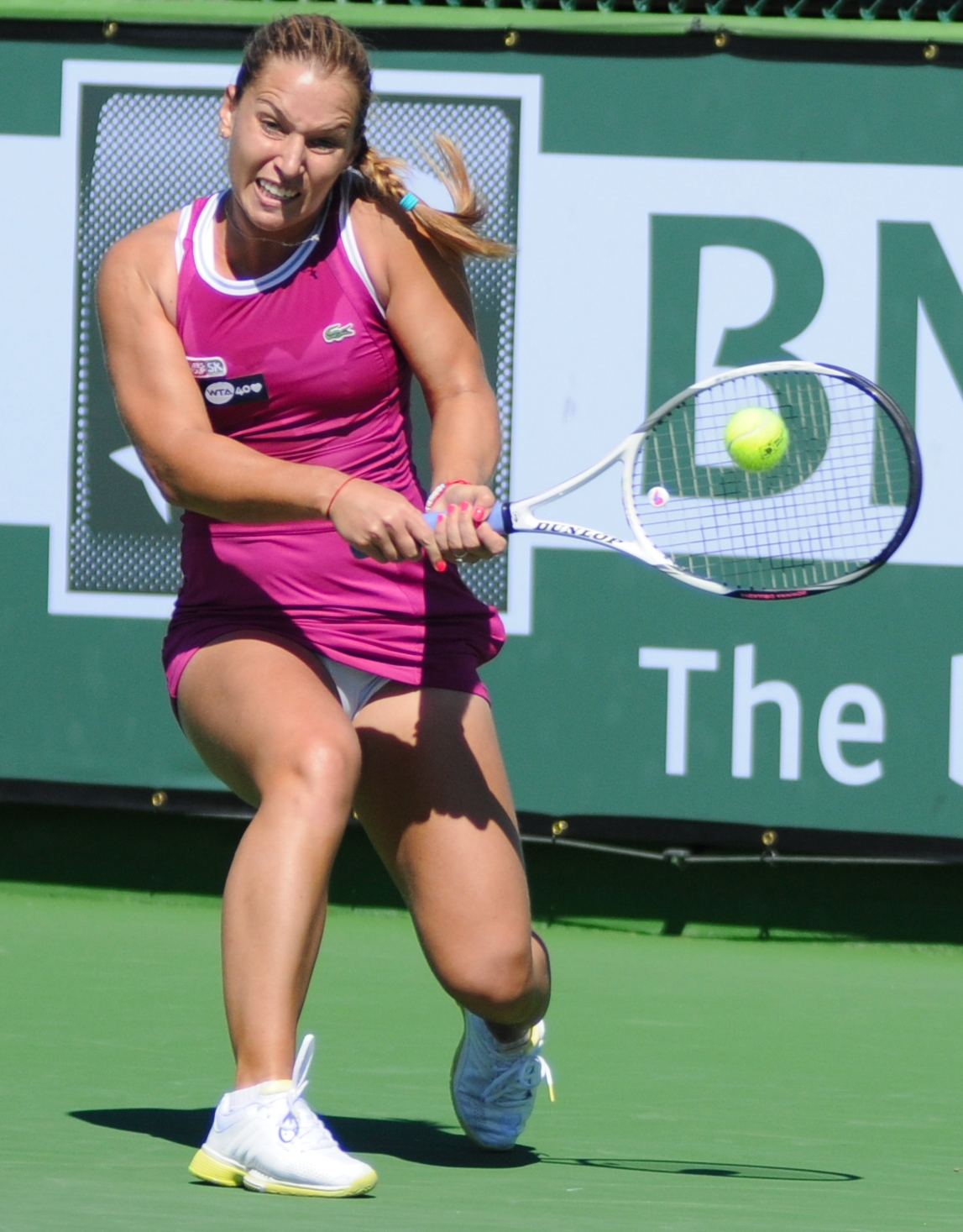
Dominika ad Indian Wells 2013

Dominika inizia la nuova annata a Brisbane, dove esce di scena già al primo turno contro Sloane Stephens. A Sydney, la Cibulková batte tre Top 10 Petra Kvitová, Sara Errani e Angelique Kerber raggiungendo la finale, dove viene sconfitta da Agnieszka Radwańska, non vincendo neanche un game. All'Australian Open perde al secondo turno contro la giovane russa Valeriya Savinykh, mentre in doppio con Ksenia Pervak si ferma al secondo turno. A Miami sconfigge agevolmente all'esordio la giovane francese Kristina Mladenovic con un netto 6-2, 6-3 e al terzo turno batte la svizzera Romina Oprandi per 6-3, 6-4. Al quarto turno incontra la numero 1 del mondo Serena Williams, conducendo per un set e un break di vantaggio, ma si fa recuperare perdendo i restanti due set e il match. Al torneo di Roma si trova al terzo turno ancora la Williams, dovendo cedere questa volta in due set netti, ma raggiunge i quarti nel doppio con Monica Niculescu. Al Roland Garros viene sconfitta al secondo turno da Marina Eraković, mentre, con Barbora Strycova, perde subito al primo turno. La parte di stagione dedicata all'erba, la inizia a s'Hertogenbosch perdendo contro Garbiñe Muguruza nei quarti, ma raggiungendo la finale in doppio con Arantxa Parra Santonja. A Wimbledon, viene sconfitta al terzo turno da Roberta Vinci, mentre in doppio perde subito al primo turno.
Alla Bank of the West Classic di Stanford vince il terzo titolo della carriera battendo Stefanie Vögele, Urszula Radwańska, Sorana Cîrstea e Agnieszka Radwańska. Prosegue il suo buon momento di forma anche a Toronto dove raggiunge i quarti, battendo Angelique Kerber e vendicandosi sulla Vinci, perdendo poi dalla cinese Li Na. Nonostante i buoni risultati, agli US Open non brilla, uscendo di scena già all'esordio contro la giovane ucraina Elina Svitolina e perdendo al primo turno anche in doppio con Monica Niculescu. Al torneo di Tokyo viene sconfitta al terzo turno dalla Radwańska, mentre a Linz è sconfitta ai quarti da Ana Ivanović.

### 2014: prima finale Slam agli Australian Open e 4º titolo WTA

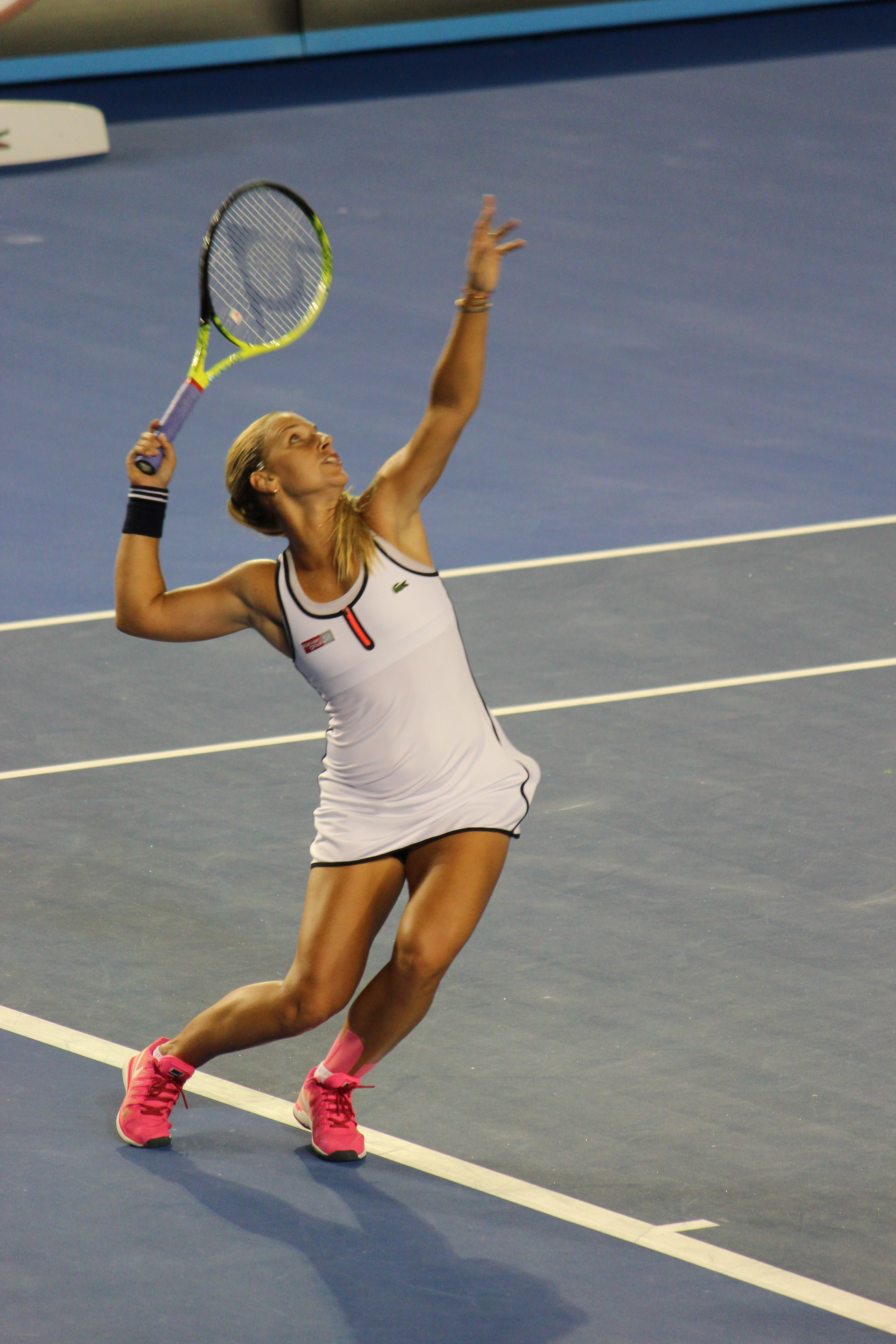
Dominika Cibulkova agli Australian Open 2014

La slovacca comincia il 2014 nel torneo di Brisbane dove arriva fino ai quarti di finale, estromessa solo da Serena Williams. Partecipa anche al torneo di Sydney dove viene sconfitta subito da Angelique Kerber in 2 set. Ma la vera sorpresa arriva agli Australian Open dove si spinge fino alla finale, miglior risultato in un grande slam per Dominika. Al primo turno estromette Francesca Schiavone in 2 set, nel secondo batte facilmente la svizzera Stefanie Vögele, al terzo turno annichilisce la spagnola Carla Suárez Navarro, agli ottavi batte sorprendendo tutti la russa Marija Šarapova in tre set, ai quarti demolisce anche Simona Halep e infine vince nettamente su Agnieszka Radwańska in due set alle semifinali. Accede così alla finale, dove viene sconfitta dalla cinese Li Na per 7-6(3), 6-0. Dominika vince il quarto titolo WTA ad Acapulco battendo Urszula Radwanska al primo turno, Yanina Wickmayer al secondo, Marina Eraković ai quarti, Shuai Zhang in semifinale e Christina McHale in finale per 7-6(3), 4-6, 6-4.
Successivamente partecipa al BNP Paribas Open di Indian Wells, dove le è attribuita la 12ª testa di serie. All'esordio batte la wild-card croata Donna Vekić con un netto 6-3, 6-2, al terzo turno sconfigge la mancina Ekaterina Makarova con il punteggio di 6-4, 7-5 e agli ottavi ha la meglio sulla testa di serie nº 8 Petra Kvitová. Ai quarti di finale viene nuovamente sconfitta dalla cinese Li Na, questa volta in tre set 6-3, 4-6, 6-3. Dopo l'ottimo risultato raggiunto a Indian Wells, la slovacca partecipa al Sony Ericsson Open di Miami. All'esordio elimina agevolmente l'austriaca Yvonne Meusburger con un netto 6-1, 6-2, al terzo turno batte con qualche difficoltà la francese Alizé Cornet, con il punteggio di 7-6(6), 6-4, e agli ottavi di finale batte la ex numero 1 del mondo Venus Williams in tre set, con il risultato finale di 6-1, 5-7, 6-3. Accede in semifinale battendo la terza forza del tabellone Agnieszka Radwańska per 3-6, 7-6(5), 6-3, rischiando seriamente l'eliminazione nel secondo parziale. In semifinale viene sconfitta per la terza volta dell'anno da Li Na, anche in questo caso in tre set (7-, 2-6, 6-3).
A Kuala Lumpur raggiunge la sua terza finale stagionale, dove viene sconfitta dalla giovane promessa croata Donna Vekić. Si ritira al Porsche Tennis Grand Prix di Stoccarda, per un infortunio al tendine di Achille. Delude a Madrid dove viene sconfitta al primo turno da Samantha Stosur in maniera piuttosto netta (6-4 6-0). Agli Internazionali BNL d'Italia viene sconfitta dalla wild-card italiana Camila Giorgi per 6-4, 7-6(2). Agli Open di Francia viene sconfitta al terzo turno dalla Stosur con un doppio 6-4, mentre in doppio perde al secondo turno con Kirsten Flipkens. Al torneo di 's-Hertogenbosch viene eliminata al primo turno dalla kazaka Jaroslava Švedova con il punteggio di 6-2, 3-6, 6-3. A Wimbledon, dopo aver superato Aleksandra Wozniak e Alison Van Uytvanck, viene estromessa dal torneo dalla ceca Lucie Šafářová con il punteggio di 6-4, 6-2. Sempre con Kirsten Flipkens si ferma al primo turno in doppio. Inizia la stagione sul cemento americano, al premier di Stanford, dove viene prematuramente eliminata al primo turno dalla spagnola Garbiñe Muguruza in tre set. Successivamente prende parte alla Rogers Cup di Montréal, dove è la decima testa di serie. Al primo turno incontra la wild card canadese Françoise Abanda, che batte con il punteggio di 6-1, 3-6, 6-0, ma poi perde contro Heather Watson in tre set. La slovacca continua a deludere sul cemento americano: infatti, viene eliminata al primo turno a Cincinnati, New Haven e agli US Open sia in singolare che in doppio. A causa di questi risultati, scende alla tredicesima posizione del ranking WTA. Chiude l'anno con i quarti al torneo di Tokyo e partecipa al WTA Elite Trophy ottenendo due vittorie e una sconfitta, ma non accede alle semifinali.

### 2015: quarti di finale agli Australian Open

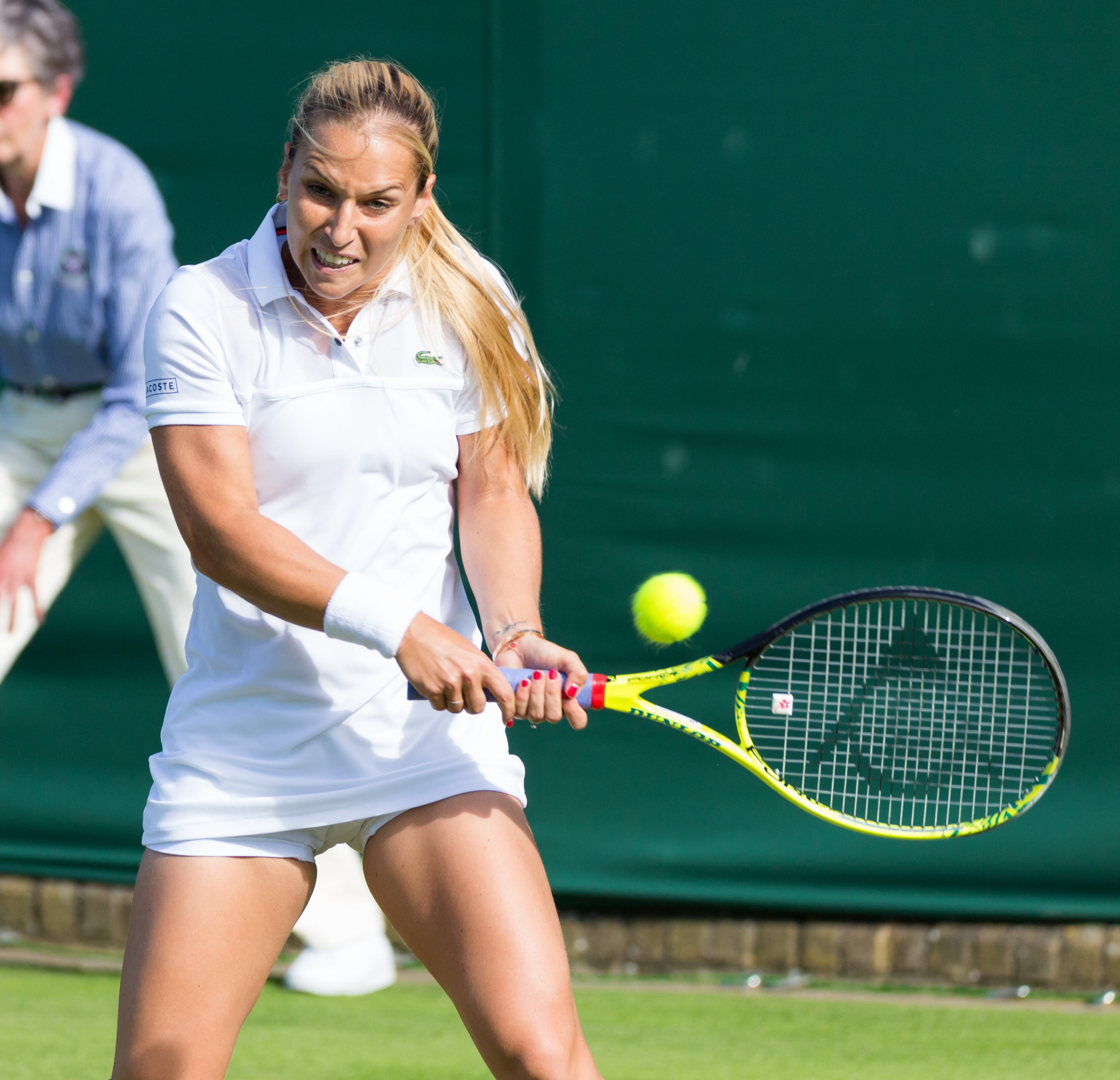
Dominika Cibulkova a Wimbledon 2015

Partecipa al torneo di Brisbane e, accreditata della quarta testa di serie, esce al primo turno per mano di Madison Keys per 7-5 6-2. Una settimana dopo si presenta agli Australian Open con l'undicesima testa di serie. Riesce sorprendentemente ad arrivare ai quarti di finale battendo in sequenza: Kirsten Flipkens (3-6, 6-3, 6-1), Cvetana Pironkova (6-2, 6-0), Alizé Cornet (7-5, 6-2) e Viktoryja Azaranka (6-2, 3-6, 6-3). Ai quarti incontra la numero uno del mondo Serena Williams dalla quale perde per 2-6, 2-6. Nel doppio perde al secondo turno con Kirsten Flipkens. Non riuscendo a difendere la finale conquistata l'anno precedente, scende di otto posizioni nel ranking WTA, affermandosi come 18ª. Ad Anversa batte nei primi due turni Kateryna Bondarenko 6-1 6-2 e Indy de Vroome per 6-3 3-6 6-2, prima di perdere contro la futura trionfatrice del torneo, la tedesca Andrea Petković (6(2)-7 0-6). Dopodiché, il 9 marzo, viene operata per un problema al tallone, che la infastidisce ormai da diverso tempo. Torna in campo a fine giugno, nel torneo di Eastbourne dove elimina Harriet Dart in 2 set e, a sorpresa, Lucie Šafářová, per 7-6(7) 6-4. Chiude il suo buon torneo al terzo turno, estromessa da Cvetana Pironkova in tre set. A Wimbledon trova al primo turno la connazionale Daniela Hantuchová, che la batte per 7-5 6-0. Anche a Istanbul viene battuta all'esordio dalla testa di serie numero 5, l'italiana Camila Giorgi, in tre combattutissimi set terminati con lo score di 7-5 5-7 7-6(4) per l'azzurra. In seguito ai ferma al secondo turno a Toronto contro Alize Cornet, mentre a New Haven raggiunge i quarti venendo poi sconfitta da Lucie Safarova per 6(4)-7, 6-4, 7-5. Agli US Open perde al terzo turno contro Eugenie Bouchard, mentre in doppio con Magdalena Rybarikova si ferma al secondo turno. In chiusura d'anno raggiunge la semifinale a Tokyo, dove perde contro Agnieszka Radwanska per 4-6, 1-6.

### 2016: La storica vittoria alle WTA Finals e tre titoli WTA

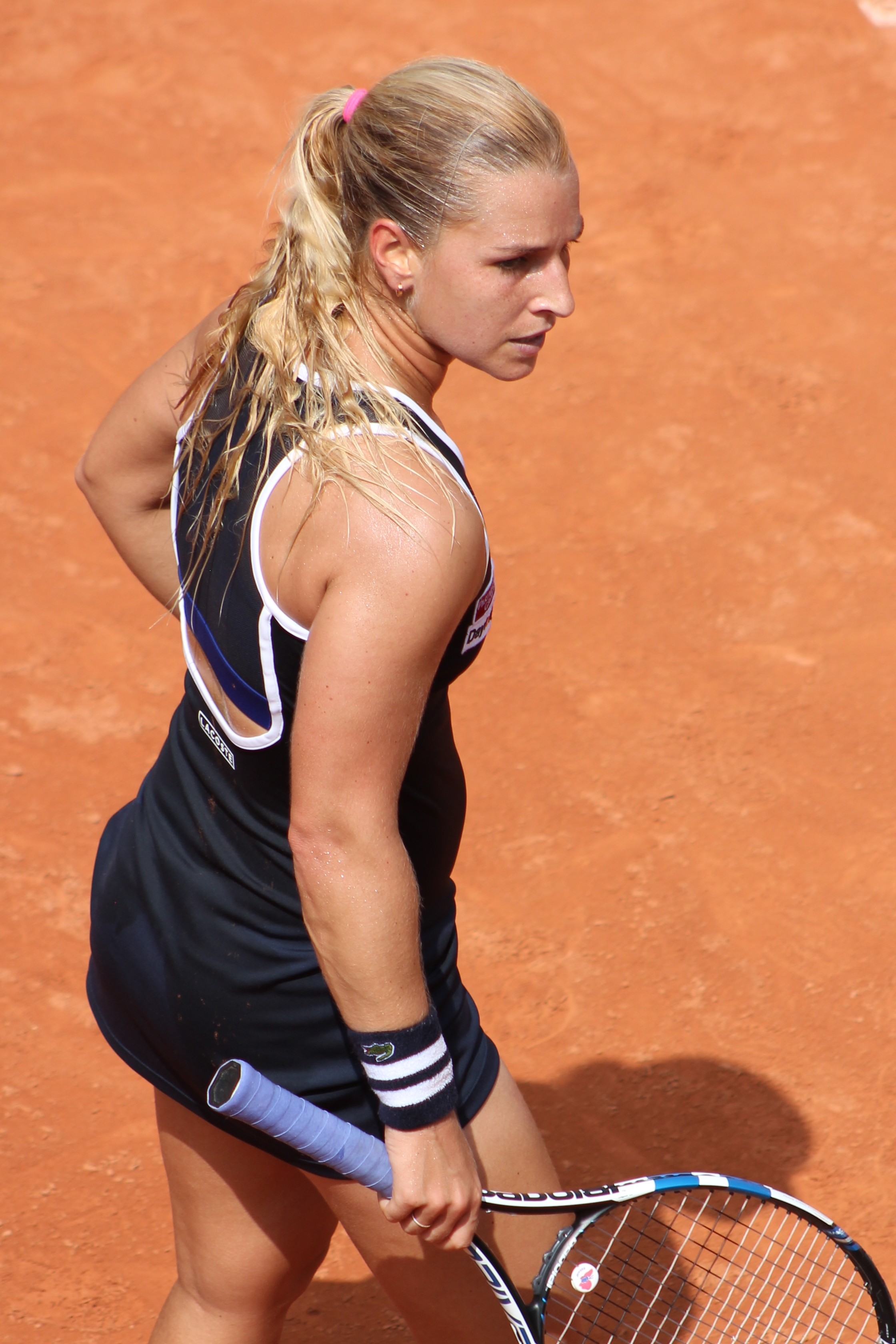
Dominika Cibulkova al Roland Garros 2016

L'anno inizia con il secondo turno ottenuto a Brisbane; la settimana successiva partecipa al torneo di Hobart dove viene battuta in semifinale ancora da Eugenie Bouchard per 6-1, 4-6, 6-4. Nello slam australiano perde subito contro Kristina Mladenovic, mentre in doppio perde al terzo turno in coppia con Kirsten Flipkens. In seguito a San Pietroburgo, si ferma ai quarti e ad Acapulco ottiene la prima finale stagionale. Nell'ultimo atto perde contro Sloane Stephens per 4-6, 6-4, 6(5)-7. Ad Indian Wells e Miami non va oltre il secondo turno. All'inizio di aprile partecipa al torneo di Katowice, dove si aggiudica il titolo dopo aver battuto Camila Giorgi in due set con il punteggio di 6-4 6-0, mentre nel torneo di Mutua Madrid Open, arriva in finale dove però perde contro Simona Halep in due set con il punteggio di 2-6 4-6. Partecipa al Roland Garros, dove è 22º testa di serie. Batte Saisai Zheng in 2 set e Ana Konjuh per 6-4 3-6 6-0 mentre al terzo turno esce di scena contro la spagnola Carla Suárez Navarro (6-1 al terzo). Nel doppio invece con Kirsten Flipkens perde al secondo turno. La Cibulková apre poi la stagione sull'erba a Eastbourne, torneo nel quale è dodicesima testa di serie. Dopo un bye al primo turno, sconfigge Jeļena Ostapenko (doppio 6-3) e Kateryna Bondarenko (7-6(3) 6-3). Ai quarti sfida Agnieszka Radwańska, 1º testa di serie; la polacca assume 2 break di vantaggio ma la slovacca riesce a recuperare solo un break e alla fine Aga conquista il set per 6-4. Nel secondo set la Radwanska va ancora avanti di un break e si porta sul 3-1. Cibulková recupera e arriva fino al 4-3. Il set termina al tie-break, dove prevale nettamente Dominika per 7 punti a 2. Il terzo parziale rimane in equilibrio fino al 3-3, quando la slovacca piazza 2 break di fila e chiude 6-3. In semifinale vince facilmente su Mónica Puig, con lo score di 6-2 6-1. Nell'ultimo atto, Dominika affronta Karolína Plíšková: il primo set è caratterizzato da una serie di break; le 2 si scambiano più volte i servizi ma la tennista di Bratislava ottiene l'allungo decisivo e porta a casa il primo parziale per 7-5. Il secondo set è molto più serrato e a deciderlo è un break nel 4º game, ottenuto da Domi, che si porta a casa incontro e titolo, il primo sull'erba. Partecipa in seguito al torneo di Wimbledon e le è assegnata la 19º testa di serie: Dominika batte in 2 set Lučić-Baroni (7-5 6-3), Gavrilova (6-3 6-2), Bouchard (6-4 6-3) e al quarto turno affronta nuovamente la Radwańska: il primo parziale è deciso da un break, ottenuto da Cibulková, che vince il set per 6-3. Nel secondo, dopo una serie di break e contro-break, la polacca si aggiudica il set per 7-5. Nel terzo e decisivo set la slovacca annulla un match-point sul 5-6 ma poco dopo riesce, sull'8-7, a chiudere al secondo match-point, con il risultato finale di 6-3 5-7 9-7. Viene eliminata ai quarti dalla sorpresa Elena Vesnina, con il punteggio di 6-2 6-2.

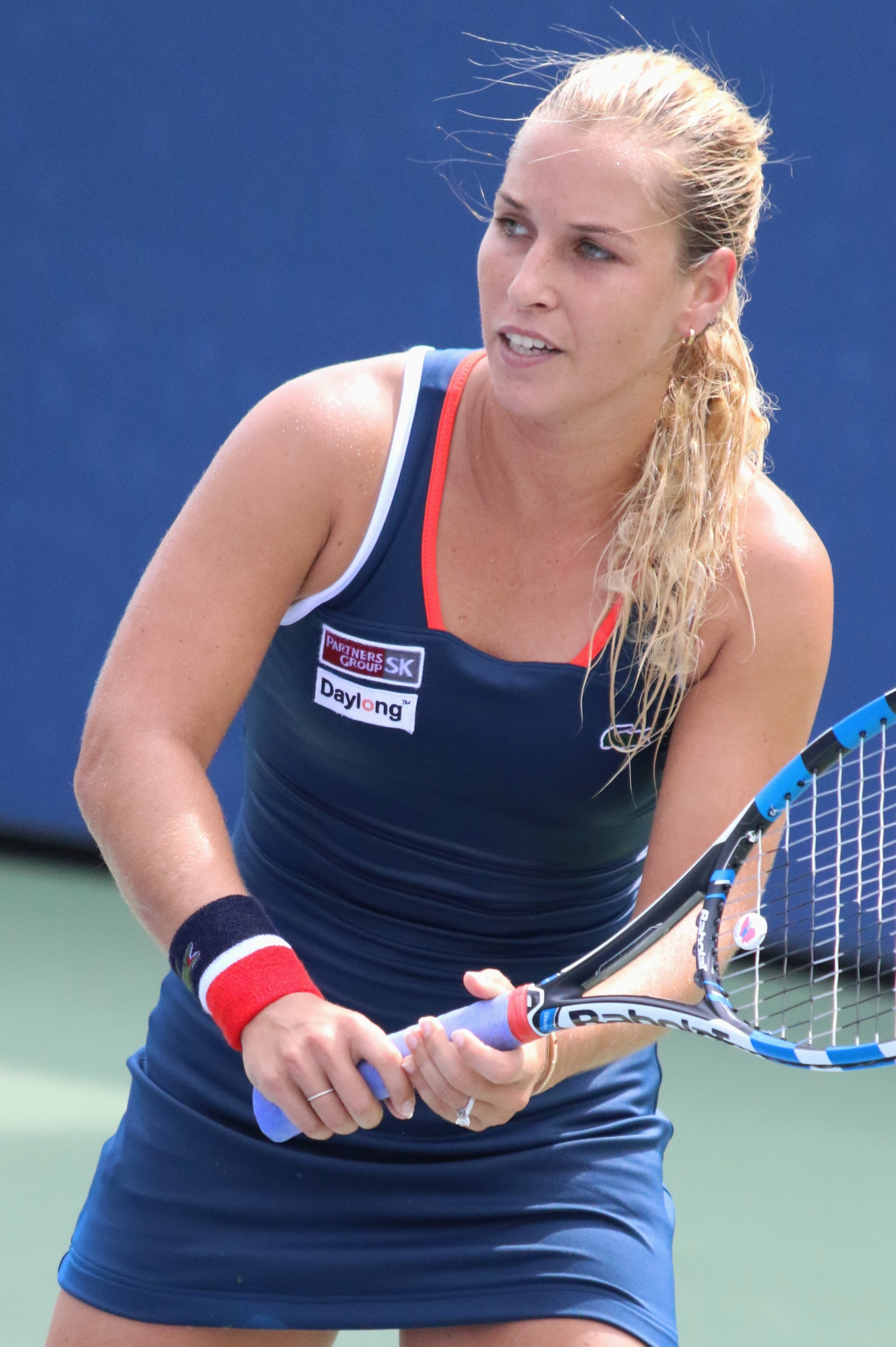
Dominika Cbulkova agli US Open 2016

Dominika apre a Stanford la parentesi dello swing americano: dopo un bye al primo turno, elimina Urszula Radwańska per 7-6(3) 6-3, batte Misaki Doi 7-5 6-0 e perde in semifinale dalla futura campionessa Johanna Konta, che riesce a imporsi per 6-4 6-2. La settimana successiva si presenta a Montréal dove, dopo essersi sbarazzata di Mariana Duque Mariño (6-2 6-2), viene demolita dalla padrona di casa Eugenie Bouchard, con lo score di 6-2 6-0. A Cincinnati si ferma al terzo turno, sconfitta da Tímea Babos per 4-6 6-3 6-1. Agli US Open è 12º testa di serie: al primo turno estromette Magda Linette per 6-2 6-3, al secondo elimina in rimonta Evgenija Rodina, con lo score di 6(5)-7 6-2 6-2 mentre al terzo turno esce di scena per mano dell'ucraina Lesja Curenko. Dopo un secondo turno a Tokyo, prende parte al torneo di Wuhan. Nel main draw cinese è 10º testa di serie e al primo turno si impone su Alizé Cornet in tre set. Al secondo turno vince in rimonta su Laura Siegemund, per 2-6 6-3 6-4. Agli ottavi annichilisce Karolína Plíšková, per 6-2 6-2. Ai quarti batte Barbora Strýcová in tre set mentre in semifinale ferma la corsa di Svetlana Kuznecova. Accede in questo modo alla quinta finale del 2016 e si trova davanti Petra Kvitová: nel primo set la ceca sale 4-0 perdendo un solo punto. La slovacca riesce a sbloccarsi ma alla fine il set va alla ceca per 6-1 in appena 29 minuti. Nel secondo la musica non cambia e Kvitová vola avanti di un break, portandosi 3-1. Dopodiché la tennista di Bílovec infila altri tre giochi di fila e conquista il titolo con un perentorio 6-1 6-1. Grazie a questo exploit, Dominika rientra in top-ten, alla posizione numero 8, a distanza di 2 anni dall'ultima volta. Dopo un secondo turno a Pechino, la slovacca si presenta a Linz, in piena lotta per acciuffare un posto alle WTA Finals. Cibulková potrebbe partecipare all'evento più importante della WTA in caso di vittoria nel torneo austriaco. Da seconda testa di serie, batte Belinda Bencic e Annika Beck in 2 rapidi set mentre ai quarti sconfigge Anastasija Pavljučenkova per 7-6(3) 6-4. In semifinale affronta Carla Suárez Navarro, diretta concorrente per la lotta alle WTA Finals: la slovacca si sbarazza dell'avversaria per 6-4 6-3 e accede all'ultimo atto del torneo, dove se la vede contro Viktorija Golubic. Cibulková vince per 6-3 7-5, ottenendo il 7º titolo della carriera e garantendosi un posto per le WTA Finals.
Dominika è inserita nel gruppo rosso, assieme a Angelique Kerber, Madison Keys e Simona Halep. Nella prima giornata Cibulková è opposta a Kerber: la teutonica ottiene il break nel primo gioco e lo mantiene fino all'ottavo, quando la slovacca opera il contro-break. Il set termina così al tie-break, dove Kerber ottiene il parziale per 7 punti a 5. Nel secondo parziale la musica cambia e Dominika inanella 4 game di fila, garantendosi la vittoria del set per 6-2. Nel terzo la tennista di Bratislava si issa avanti di un break ma viene raggiunta e poi superata dall'avversaria, che vola sino al 5-2. Dopo 2 ore e 20 di gioco Angelique archivia la pratica e si impone per 7-6(5) 2-6 6-3. Nell'altro match, Halep vince in 2 set su Keys. Nella seconda giornata Dominika sfida Madison Keys: l'americana si aggiudica in poco più di un'ora il match, con lo score di 6-1 6-4 mentre Kerber vince su Halep per 6-4 6-2. A questo punto la classifica recita: Kerber 2, Halep e Keys 1, Cibulková 0. La slovacca, per passare, ha bisogno di una fortunosa combinazione: deve vincere in 2 set contro Halep e sperare che Keys perda in 2 set contro Kerber. Sorprendentemente, tutto ciò si verifica il 27 ottobre: Dominika batte la Halep per 6-3 7-6(5) mentre la numero 1 del mondo sconfigge Keys con un doppio 6-3, consentendo il passaggio del turno alla slovacca, che si qualifica come seconda in virtù della migliore differenza set vinti/persi (-1 per la slovacca, -2 per Keys e Halep). Il 29 ottobre Dominika affronta Svetlana Kuznecova, giunta prima nel gruppo bianco. Il primo set è un monologo di Svetlana, che in 33 minuti vince la partita con il netto punteggio di 6-1. Nel secondo Cibulková reagisce: va avanti di un break sul 3-2 ma si fa riprendere. Successivamente, sul 4-4, strappa nuovamente il servizio ma ancora una volta la russa opera il contro-break. Dopo un altro scambio di servizi, si finisce al tie-break: la slovacca domina il 13º gioco e porta il match al terzo, vincendo 7-2. Nel terzo parziale Cibulková vola 2-0 ma viene riacchiappata dalla russa che inoltre sorpassa l'avversaria, portandosi sul 4-2. Il vantaggio dura poco visto che Domi trova l'ennesimo contro-break e, sul 4-4, la tennista di Bratislava colpisce ancora, riuscendo ad andare sul 5-4 e assicurandosi la possibilità di servire per l'incontro. La slovacca chiude al primo match-point, guadagnandosi l'accesso alla finale delle WTA Finals 2016. Nell'ultimo atto affronta Angelique Kerber, numero 1 del mondo e dalla quale ha già perso nel girone. Dominika, tuttavia, gioca una partita splendida e riesce, contro ogni pronostico, a battere la tedesca per 6-3 6-4 e a migliorare il proprio best-ranking, issandosi al numero 5 del mondo. Quello di Cibulková è il primo successo di una slovacca alle WTA Finals e, per il secondo anno di fila, trionfa una tennista che ha vinto solo un match nel round robin.

### 2017: Finale a New Haven, Top 5; primo titolo nel doppio

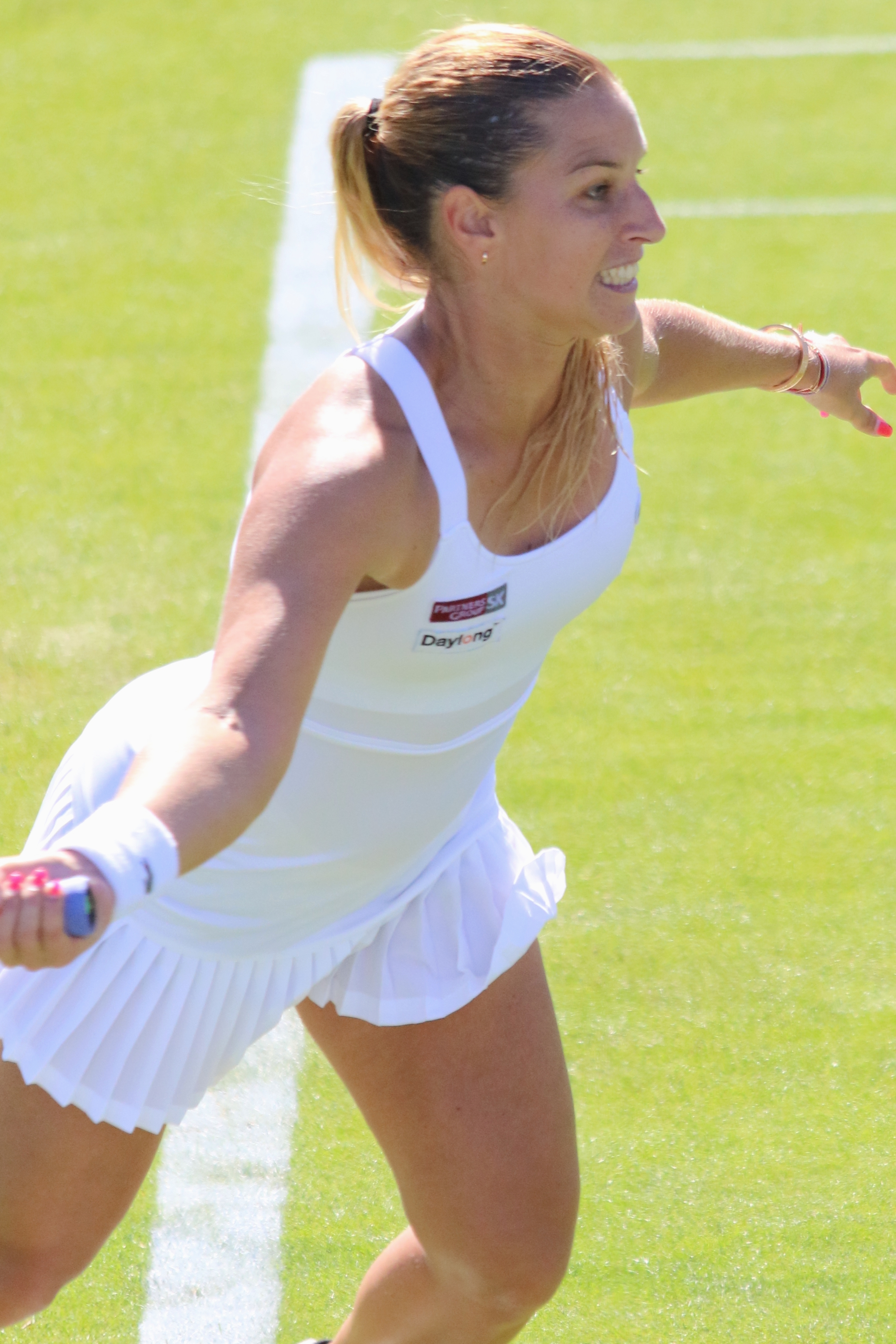
Dominika Cibulkova a Eastbourne nel 2017

Comincia l'anno a Brisbane dove, da testa di serie numero 2, elimina Zhang Shuai in tre set mentre ai quarti viene estromessa da Alizé Cornet. A Sydney cede al secondo turno a Bouchard. Agli Australian Open giunge fino al terzo turno, dove perde per mano di Ekaterina Makarova. Non gioca in Fed Cup, e si presenta a San Pietroburgo dove s'impone su Vekić e Vesnina, mentre in semifinale si arrende a sorpresa a Julija Putinceva. A Doha batte Anastasija Pavljučenkova e Stosur prima di cedere in semifinale a Karolína Plíšková in tre set. A Dubai viene sconfitta nuovamente da Makarova al secondo turno. Sul cemento americano raggiunge gli ottavi di finale sia a Indian Wells che a Miami, eliminata rispettivamente da Pavljučenkova e Šafářová. Torna quindi in campo per la stagione su terra a Madrid dove batte, al primo turno in tre set, Jelena Janković prima di essere battuta dalla qualificata Océane Dodin col punteggio di 2–6, 4–6. Agli Internazionali BNL d'Italia viene sconfitta al secondo turno per la terza volta da Makarova. Non va meglio a Parigi dove supera al primo turno Arruabarrena, ma viene poi eliminata dalla lucky loser tunisina Jabeur per 6–4, 6–3. Conclude la stagione su terra con due vittorie su cinque incontri disputati. 
Inizia la stagione su erba a 's-Hertogenbosch dove viene eliminata al primo turno dalla tedesca Lottner. Si rifà nel doppio, dove in coppia con Kirsten Flipkens, batte in finale Bertens/Schuurs col punteggio di 4–6, 6–4, [10–6], conquistando così il suo primo titolo della specialità. Nel torneo di Birmingham viene sconfitta in un match lottato da Šafářová con il punteggio di 5–7, 7–6(7), 7–5. Fa leggermente meglio a Eastbourne dove viene fermata da Heather Watson in due set al secondo turno. A Wimbledon elimina con qualche difficoltà di troppo Andrea Petković (6–3, 3–6, 9–7), per poi superare di margine Jennifer Brady. Tuttavia, viene superata nel terzo turno da Ana Konjuh, che si impone in tre set. A Toronto viene eliminata al secondo turno nuovamente da Šafářová, stavolta con un punteggio più netto,6–2, 6–4. Nel torneo di Cincinnati si prende la rivincita su Konjuh ed estromette Cornet, per poi cedere a Johanna Konta. Arriva in finale nel torneo successivo, a New Haven, eliminando Cornet, Pavljučenkova e Mertens. Nonostante in finale parta subito con un set a suo favore, subisce una clamorosa rimonta da Dar'ja Gavrilova (6–4, 3–6, 4–6). Agli US Open fatica contro la connazionale Jana Čepelová avendo perso il primo set. Nel secondo turno cede al terzo set alla futura campionessa, Sloane Stephens. A Tokyo si ritira nei quarti di finale contro Caroline Wozniacki. Non ottiene risultati di rilievo a Wuhan e Pechino venendo sconfitta rispettivamente nel terzo e nel primo turno.

### 2018: Quarti di finale a Wimbledon

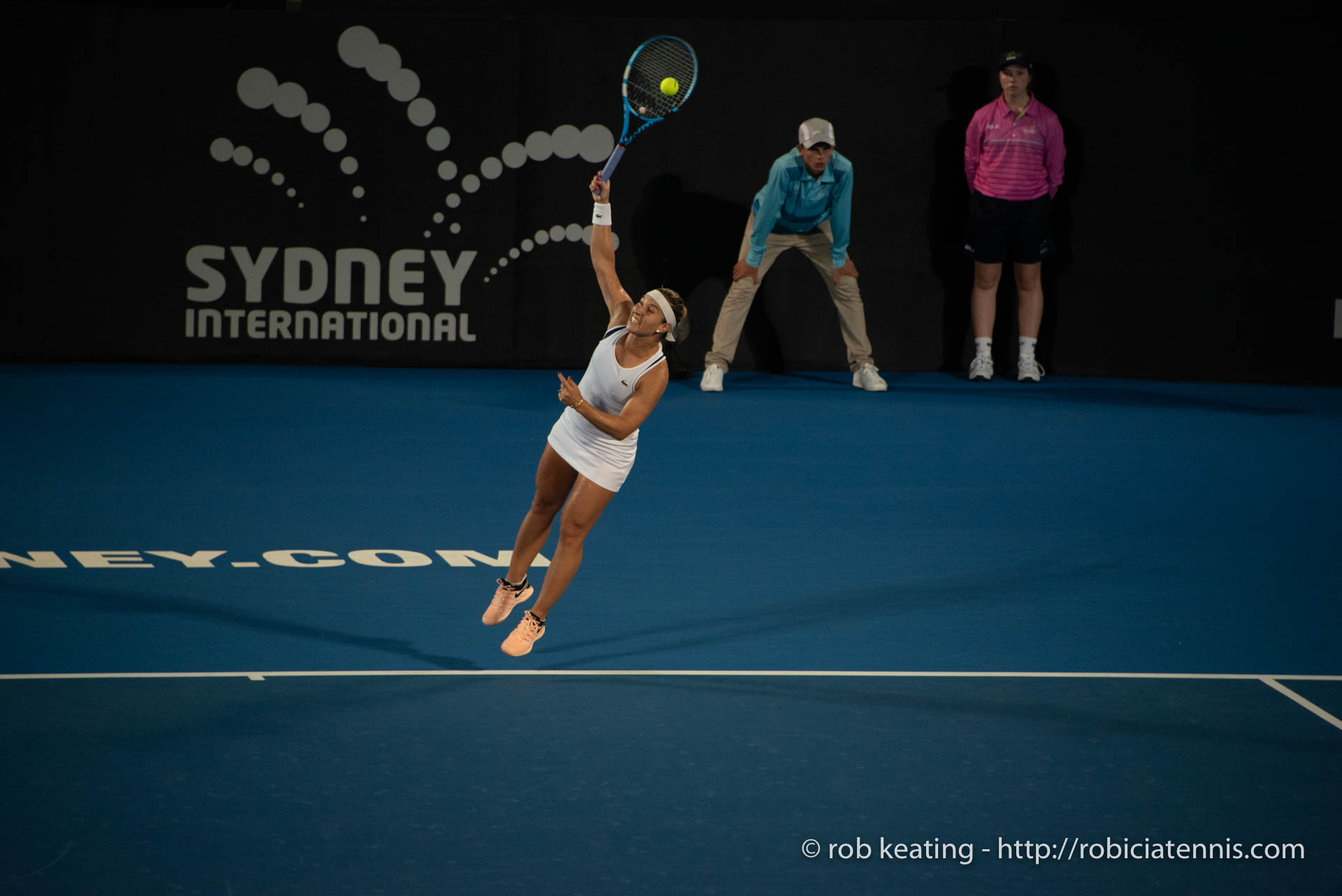
Dominika Cibulkova a Sydney nel 2018

Inizia la stagione partecipando al torneo di Sydney dove, dopo avere estromesso in due set Sevastova e Vesnina, cede a Angelique Kerber. Agli Australian Open, Kanepi le infligge un doppio 6–2 al primo turno. Nel torneo di San Pietroburgo e in Qatar ottiene un secondo turno. Disputa la sua prima finale stagionale a Budapest. Nella corsa al titolo elimina le avversarie senza perdere nemmeno un set. In finale affronta Alison Van Uytvanck, che si impone per 6–3, 3–6, 7–5, impedendo alla slovacca di aggiudicarsi il nono titolo in carriera. Agli Indian Wells, a Rabat e Madrid non va oltre il primo turno venendo sconfitta da Dolehide, Hercog e Garcia. Negli Internazionali d'Italia estromette Francesca Schiavone, per poi subire una rimonta da Marija Šarapova per 4–6, 6–4, 6–2. Raggiunge la seconda finale stagionale a Strasburgo dove viene sconfitta in un match tiratissimo da Anastasija Pavljučenkova, che si impone per 6(5)–7, 7–6(3), 7–6(6). Nell'Open di Francia viene sconfitta da Julia Görges. 
La stagione sull'erba non è delle migliori in quanto a Birmingham esce al primo turno per mano di Dar'ja Gavrilova e a Eastbourne cede nel secondo turno a Kerber. Tuttavia a Wimbledon, a cui partecipa polemizzando per l'esclusione dalle teste di serie concessa al suo posto a Serena Williams, raggiunge i quarti di finale a distanza di due anni, dopo aver estromesso in due set Cornet, Konta, Mertens e Hsieh, viene sconfitta da Jeļena Ostapenko per 7–5, 6–4. Nel torneo del Connecticut viene nettamente eliminata da Görges per 3–6 1–6.
Agli US Open raggiunge gli ottavi di finale eliminando: Arantxa Rus; Hsieh Su-wei e Kerber, numero quattro del mondo, per 3–6, 6–3, 6–3. Gli ottavi la vedono opposta alla finalista del 2017, Madison Keys, da cui perde per 1–6, 3–6. Successivamente partecipa al torneo di Tokyo dove, dopo aver sconfitto con qualche difficoltà Nao Hibino, viene eliminata nettamente da Naomi Ōsaka, futura finalista, che si impone per 6–1, 6–2. A Wuhan elimina al secondo turno Simona Halep, nella quinta vittoria della slovacca su una numero uno del mondo. Nel turno successivo supera la Kasatkina, per poi venire sconfitta nei quarti di finale con il punteggio di 7–5, 6–3 per mano di Aryna Sabalenka. Chiude l'anno al torneo di Pechino, dove raggiunge i quarti di finale, contro Anastasija Sevastova.

### 2019: ritiro
L'anno inizia con un primo turno sia al torneo di Sydney sia agli Australian Open. In seguito si ferma al secondo turno a Dubai e Indian Wells contro Karolina Pliskova e Andreescu, mentre a Miami perde subito al primo turno. Sulla terra rossa non ottiene buoni risultati: a Stoccarda e Madrid perde al primo turno, mentre a Roma perde al secondo turno contro Naomi Ōsaka. Nell'Open di Francia perde nel primo turno sia in singolare che in doppio. Successivamente non disputa alcun torneo WTA a causa di un infortunio al tendine di Achille, scivolando così oltre la Top 100.
Il 12 novembre annuncia il ritiro dal tennis professionistico, dicendosi contenta di tale decisione e del nuovo percorso di vita che sta per intraprendere.

### Post-ritiro
Nel giugno 2020 dà alla luce la sua prima figlio, Jakub.
Decide di aprire un'accademia di tennis,Tenns4love, a Bratislava. 

## Statistiche

### Singolare

#### Vittorie (8)
| Legenda               |
| --------------------- |
| Grande Slam (0)       |
| Ori Olimpici (0)      |
| WTA Finals (1)        |
| Premier Mandatory (0) |
| Premier 5 (0)         |
| Premier (4)           |
| International (3)     |

| N. | Data            | Torneo                             | Superficie  | Avversaria in finale | Punteggio        |
| 1. | 23 ottobre 2011 | Kremlin Cup, Mosca                 | Cemento (i) | Kaia Kanepi          | 3-6, 7-6(1), 7-5 |
| 2. | 22 luglio 2012  | Mercury Insurance Open, Carlsbad   | Cemento     | Marion Bartoli       | 6-1, 7-5         |
| 3. | 28 luglio 2013  | Bank of the West Classic, Stanford | Cemento     | Agnieszka Radwańska  | 3-6, 6-4, 6-4    |
| 4. | 1º marzo 2014   | Abierto Mexicano Telcel, Acapulco  | Cemento     | Christina McHale     | 7-6(3), 4-6, 6-4 |
| 5. | 10 aprile 2016  | Katowice Open, Katowice            | Cemento (i) | Camila Giorgi        | 6-4, 6-0         |
| 6. | 25 giugno 2016  | AEGON International, Eastbourne    | Erba        | Karolína Plíšková    | 7-5, 6-3         |
| 7. | 16 ottobre 2016 | Generali Ladies Linz, Linz         | Cemento (i) | Viktorija Golubic    | 6-3, 7-5         |
| 8. | 30 ottobre 2016 | WTA Finals, Singapore              | Cemento (i) | Angelique Kerber     | 6-3, 6-4         |

#### Sconfitte (13)
| Legenda: Prima del 2009 | Legenda: Dal 2009     |
| ----------------------- | --------------------- |
| Grande Slam (1)         |                       |
| Argenti Olimpici (0)    |                       |
| WTA Finals (0)          |                       |
| Tier I (1)              | Premier Mandatory (1) |
| Tier II (1)             | Premier 5 (1)         |
| Tier III (0)            | Premier (2)           |
| Tier IV (0)             | International (6)     |

| N.  | Data             | Torneo                                     | Superficie  | Avversaria in finale     | Punteggio              |
| 1.  | 13 aprile 2008   | Bausch & Lomb Championships, Amelia Island | Terra verde | Marija Šarapova          | 6(7)-7, 3-6            |
| 2.  | 3 agosto 2008    | Canada Masters, Montréal                   | Cemento     | Dinara Safina            | 2-6, 1-6               |
| 3.  | 16 ottobre 2011  | Generali Ladies Linz, Linz                 | Cemento (i) | Petra Kvitová            | 4-6, 1-6               |
| 4.  | 15 aprile 2012   | Barcelona Ladies Open, Barcellona          | Terra rossa | Sara Errani              | 2-6, 2-6               |
| 5.  | 13 gennaio 2013  | Apia International Sydney, Sydney          | Cemento     | Agnieszka Radwańska      | 0-6, 0-6               |
| 6.  | 25 gennaio 2014  | Australian Open, Melbourne                 | Cemento     | Li Na                    | 6(3)-7, 0-6            |
| 7.  | 20 aprile 2014   | BMW Malaysian Classic, Kuala Lumpur        | Cemento     | Donna Vekić              | 7-5, 5-7, 6(4)-7       |
| 8.  | 27 febbraio 2016 | Abierto Mexicano Telcel, Acapulco          | Cemento     | Sloane Stephens          | 4-6, 6-4, 6(5)-7       |
| 9.  | 7 maggio 2016    | Mutua Madrid Open, Madrid                  | Terra rossa | Simona Halep             | 2-6, 4-6               |
| 10. | 1º ottobre 2016  | Wuhan Open, Wuhan                          | Cemento     | Petra Kvitová            | 1-6, 1-6               |
| 11. | 26 agosto 2017   | Connecticut Open, New Haven                | Cemento     | Dar'ja Gavrilova         | 6-4, 3-6, 4-6          |
| 12. | 25 febbraio 2018 | Hungarian Ladies Open, Budapest            | Cemento (i) | Alison Van Uytvanck      | 3-6, 6-3, 5-7          |
| 13. | 26 maggio 2018   | Internationaux de Strasbourg, Strasburgo   | Terra rossa | Anastasija Pavljučenkova | 7-6(5), 6(3)-7, 6(6)-7 |

### Doppio

#### Vittorie (1)
| Legenda               |
| --------------------- |
| Grande Slam (0)       |
| Ori Olimpici (0)      |
| WTA Finals (0)        |
| Premier Mandatory (0) |
| Premier 5 (0)         |
| Premier (0)           |
| International (1)     |

| N. | Data           | Torneo                       | Superficie | Compagna         | Avversarie in finale      | Punteggio        |
| 1. | 17 giugno 2017 | Ricoh Open, 's-Hertogenbosch | Erba       | Kirsten Flipkens | Kiki Bertens Demi Schuurs | 4-6, 6-4, [10-6] |

#### Sconfitte (2)
| Legenda               |
| --------------------- |
| Grande Slam (0)       |
| Argenti Olimpici (0)  |
| WTA Finals (0)        |
| Premier Mandatory (0) |
| Premier 5 (0)         |
| Premier (0)           |
| International (2)     |

| N. | Data           | Torneo                              | Superficie | Compagna               | Avversarie in finale                       | Punteggio           |
| 1. | 17 giugno 2011 | UNICEF Open, 's-Hertogenbosch       | Erba       | Flavia Pennetta        | Barbora Strýcová Klára Zakopalová          | 6-1, 4-6, [7-10]    |
| 2. | 21 giugno 2013 | Topshelf Open, 's-Hertogenbosch (2) | Erba       | Arantxa Parra Santonja | Irina-Camelia Begu Anabel Medina Garrigues | 6-4, 6(3)-7, [9-11] |

## Statistiche ITF

### Singolare

#### Vittorie (2)
| Torneo $100.000 (0) |
| Torneo $80.000 (0)  |
| Torneo $75.000 (1)  |
| Torneo $60.000 (0)  |
| Torneo $50.000 (0)  |
| Torneo $25.000 (0)  |
| Torneo $15.000 (0)  |
| Torneo $10.000 (1)  |

| N. | Data            | Torneo                         | Superficie  | Avversaria in finale   | Punteggio |
| 1. | 28 agosto 2005  | Amarante Ladies Open, Amarante | Cemento     | Paula Fondevila Castro | 6-0, 6-2  |
| 2. | 29 ottobre 2006 | Ritro Slovak Open, Bratislava  | Cemento (i) | Kristina Barrois       | 7-5, 6-1  |

#### Sconfitte (4)
| Torneo $100.000 (0) |
| Torneo $80.000 (0)  |
| Torneo $75.000 (0)  |
| Torneo $60.000 (0)  |
| Torneo $50.000 (2)  |
| Torneo $25.000 (1)  |
| Torneo $15.000 (0)  |
| Torneo $10.000 (1)  |

| N. | Data             | Torneo                                                          | Superficie  | Avversaria in finale | Punteggio        |
| 1. | 1º maggio 2005   | ITF Women's Circuit Rabat, Rabat                                | Terra rossa | Andreja Klepač       | 1-6, 6-3, 4-6    |
| 2. | 26 febbraio 2006 | ITF Women's Circuit St. Georges de Beauce, St. Georges De Bauce | Cemento (i) | Alberta Brianti      | 4-6, 2-6         |
| 3. | 7 maggio 2006    | Boyd Tinsley Women’s Clay Court Classic, Charlottesville        | Terra verde | Laura Granville      | w/o              |
| 4. | 20 agosto 2006   | Ceisa Cup, Rimini                                               | Terra rossa | Sanja Ancic          | 6(6)-7, 6-3, 3-6 |

### Doppio

#### Sconfitte (1)
| Torneo $100.000 (0) |
| Torneo $80.000 (0)  |
| Torneo $75.000 (0)  |
| Torneo $60.000 (0)  |
| Torneo $50.000 (0)  |
| Torneo $25.000 (1)  |
| Torneo $15.000 (0)  |
| Torneo $10.000 (0)  |

| N. | Data             | Torneo                                                          | Superficie  | Partner            | Avversarie                    | Punteggio     |
| 1. | 26 febbraio 2006 | ITF Women's Circuit St. Georges de Beauce, St. Georges De Bauce | Cemento (i) | Veronika Chvojková | Alberta Brianti Giulia Casoni | 2-6, 6-3, 1-6 |

## Risultati in progressione
| Sigla | Risultato               |
| ----- | ----------------------- |
| V     | Vincitore               |
| F     | Finalista               |
| SF    | Semifinalista           |
| O     | Oro olimpico            |
| A     | Argento olimpico        |
| SF    | Bronzo olimpico         |
| QF    | Quarti di Finale        |
| 4T    | Quarto turno            |
| 3T    | Terzo turno             |
| 2T    | Secondo turno           |
| 1T    | Primo turno             |
| RR    | Round Robin             |
| LQ    | Turno di qualificazione |
| A     | Assente                 |
| ND    | Non disputato           |

| Legenda superfici    |
| -------------------- |
| Cemento              |
| Terra battuta        |
| Erba                 |
| Superficie variabile |

### Singolare
- Aggiornato al 30 settembre 2019

| Tornei del Grande Slam |               |               |               |               |               |               |               |               |               |               |               |               |               |               |               |         |         |
| Australian Open        | Assente       | Assente       | Q1            | 1T            | 4T            | 1T            | 3T            | 2T            | 2T            | F             | QF            | 1T            | 3T            | 1T            | 1T            | 0 / 12  | 19–12   |
| Open di Francia        | Assente       | Assente       | 3T            | 3T            | SF            | 3T            | 1T            | QF            | 2T            | 3T            | A             | 3T            | 2T            | 1T            | 1T            | 0 / 12  | 21-12   |
| Wimbledon              | Assente       | Assente       | Q1            | 1T            | 3T            | 3T            | QF            | 1T            | 3T            | 3T            | 1T            | QF            | 3T            | QF            | A             | 0 / 11  | 22–11   |
| US Open                | Assente       | Assente       | 2T            | 3T            | A             | QF            | 2T            | 3T            | 1T            | 1T            | 3T            | 3T            | 2T            | 4T            | A             | 0 / 11  | 18–11   |
| Vittorie-sconfitte     | 0–0           | 0–0           | 3–2           | 4–4           | 10–3          | 8–4           | 7–4           | 7–4           | 4–4           | 10–4          | 6–3           | 8–4           | 6–4           | 7–4           | 0–2           | 0 / 46  | 80–46   |
| Torneo di fine anno    |               |               |               |               |               |               |               |               |               |               |               |               |               |               |               |         |         |
| WTA Finals             | A             | A             | A             | A             | A             | A             | A             | A             | A             | A             | A             | V             | A             | A             | A             | 1 / 1   | 3–2     |
| Giochi Olimpici        |               |               |               |               |               |               |               |               |               |               |               |               |               |               |               |         |         |
| Giochi olimpici estivi | Non disputato | Non disputato | Non disputato | 3T            | Non disputato | Non disputato | Non disputato | 1T            | ND            | ND            | ND            | A             | ND            | ND            | ND            | 0 / 2   | 2–2     |
| WTA Premier Mandatory  |               |               |               |               |               |               |               |               |               |               |               |               |               |               |               |         |         |
| Indian Wells           | Assente       | Assente       | Assente       | 3T            | 2T            | 2T            | 4T            | 3T            | 3T            | QF            | A             | 2T            | 4T            | 2T            | 2T            | 0 / 11  | 11–11   |
| Miami                  | Assente       | Assente       | 1T            | 3T            | 3T            | 3T            | 3T            | 4T            | 4T            | SF            | A             | 2T            | 4T            | A             | 1T            | 0 / 11  | 16–11   |
| Madrid                 | Non disputato | Non disputato | Non disputato | Non disputato | A             | 2T            | QF            | 1T            | 2T            | 1T            | A             | F             | 2T            | 1T            | 1T            | 0 / 9   | 11–9    |
| Pechino                | Tier II       | Tier II       | Tier II       | Tier II       | A             | 2T            | 3T            | 1T            | 1T            | A             | 2T            | 2T            | 1T            | QF            |               | 0 / 8   | 7–8     |
| WTA Premier 5          |               |               |               |               |               |               |               |               |               |               |               |               |               |               |               |         |         |
| Dubai                  | Tier II       | Tier II       | Tier II       | Tier II       | 3T            | 2T            | 1T            | Non Premier 5 | Non Premier 5 | Non Premier 5 | A             | NP5           | 2T            | NP5           | 2T            | 0 / 5   | 4–5     |
| Doha                   | Tier II       | Tier II       | Tier II       | QF            | Non disputato | Non disputato | NP5           | 1T            | A             | 1T            | NP5           | A             | NP5           | 2T            | NP5           | 0 / 4   | 4–4     |
| Roma                   | Assente       | Assente       | Assente       | 2T            | A             | 3T            | A             | QF            | 3T            | 1T            | A             | A             | 2T            | 2T            | 2T            | 0 / 8   | 10–8    |
| Montréal / Toronto     | Assente       | Assente       | 2T            | F             | 2T            | 1T            | 1T            | 2T            | QF            | 2T            | 2T            | 2T            | 2T            | A             | A             | 0 / 11  | 14–11   |
| Cincinnati             | Tier III      | Tier III      | Tier III      | Tier III      | 1T            | 1T            | A             | 2T            | 1T            | 1T            | 1T            | 3T            | 3T            | A             | A             | 0 / 8   | 4–8     |
| Tokyo                  | Assente       | Assente       | Assente       | 2T            | A             | 1T            | 2T            | 3T            | 3T            | Non Premier 5 | Non Premier 5 | Non Premier 5 | Non Premier 5 | Non Premier 5 | Non Premier 5 | 0 / 5   | 6–5     |
| Wuhan                  | Non disputato | Non disputato | Non disputato | Non disputato | Non disputato | Non disputato | Non disputato | Non disputato | Non disputato | 1T            | 1T            | F             | 3T            | QF            | A             | 0 / 5   | 8–5     |
| Carriera               | 2005          | 2006          | 2007          | 2008          | 2009          | 2010          | 2011          | 2012          | 2013          | 2014          | 2015          | 2016          | 2017          | 2018          | 2019          | No.     | No.     |
| Tornei giocati         | 0             | 2             | 17            | 26            | 17            | 24            | 22            | 27            | 24            | 23            | 16            | 23            | 22            | 19            | 9             | 271     | 271     |
| Titoli                 | 0             | 0             | 0             | 0             | 0             | 0             | 1             | 1             | 1             | 1             | 0             | 4             | 0             | 0             | 0             | 8       | 8       |
| Finali raggiunte       | 0             | 0             | 0             | 2             | 0             | 0             | 2             | 2             | 2             | 3             | 0             | 7             | 1             | 2             | 0             | 21      | 21      |
| V-S totali             | 0–0           | 2–2           | 17–17         | 36–26         | 20–17         | 30–24         | 41–21         | 34–26         | 27–23         | 33–22         | 19–16         | 53–21         | 26–22         | 28–19         | 4–9           | 370–265 | 370–265 |
| Vittorie %             | -             | 50%           | 50%           | 58%           | 54%           | 56%           | 66%           | 57%           | 54%           | 60%           | 54%           | 72%           | 54%           | 60%           | 31%           | 58,27%  | 58,27%  |
| Ranking di fine anno   | 555           | 156           | 52            | 19            | 30            | 31            | 18            | 15            | 23            | 11            | 38            | 5             | 26            | 25            |               |         |         |

### Doppio nei tornei del Grande Slam
| Torneo          | 2007 | 2008 | 2009 | 2010 | 2011 | 2012 | 2013 | 2014 | 2015 | 2016 | 2017 | 2018 | 2019 | V-S   |
| --------------- | ---- | ---- | ---- | ---- | ---- | ---- | ---- | ---- | ---- | ---- | ---- | ---- | ---- | ----- |
| Australian Open | A    | A    | 1T   | 1T   | 1T   | 2T   | 2T   | 1T   | 2T   | 3T   | A    | A    | A    | 5–8   |
| Open di Francia | A    | 1T   | 1T   | 2T   | A    | 2T   | 1T   | 2T   | A    | 2T   | A    | A    | 1T   | 4–8   |
| Wimbledon       | A    | 1T   | 1T   | 3T   | 1T   | 2T   | 1T   | 1T   | A    | A    | A    | A    | A    | 3–7   |
| US Open         | 1T   | QF   | A    | 2T   | 2T   | 1T   | 1T   | 1T   | 2T   | A    | A    | A    | A    | 6–8   |
| Totale          | 0–1  | 3–3  | 0–3  | 4–4  | 1–3  | 3–3  | 1–4  | 1–4  | 2–2  | 3–2  | 0–0  | 0–0  | 0–1  | 18–31 |

### Doppio misto nei tornei del Grande Slam
| Torneo          | 2008 | 2009 | 2010 | 2011 | 2012 | 2013 | 2014 | 2015 | 2016 | 2017 | 2018 | 2019 | V-S |
| --------------- | ---- | ---- | ---- | ---- | ---- | ---- | ---- | ---- | ---- | ---- | ---- | ---- | --- |
| Australian Open | A    | QF   | A    | A    | A    | A    | A    | A    | A    | A    | A    | A    | 2–1 |
| Open di Francia | 2T   | 1T   | A    | A    | A    | A    | A    | A    | A    | A    | A    | A    | 1–2 |
| Wimbledon       | A    | A    | A    | A    | A    | A    | A    | A    | A    | A    | A    | A    | 0–0 |
| US Open         | 1T   | A    | A    | A    | A    | A    | A    | A    | A    | A    | A    | A    | 0–1 |
| Totale          | 1–2  | 2–2  | 0–0  | 0–0  | 0–0  | 0–0  | 0–0  | 0–0  | 0–0  | 0–0  | 0–0  | 0–0  | 3–4 |

## Vittorie contro giocatrici Top 10
| Stagione | 2008 | 2009 | 2010 | 2011 | 2012 | 2013 | 2014 | 2015 | 2016 | 2017 | 2018 | Totale |
| Vittorie | 5    | 0    | 1    | 6    | 2    | 5    | 4    | 3    | 9    | 0    | 3    | 37     |

| #    | Giocatrice              | Ranking | Evento                                     | Superficie  | Turno | Punteggio        | Rank. DCR |
| ---- | ----------------------- | ------- | ------------------------------------------ | ----------- | ----- | ---------------- | --------- |
| 2008 |                         |         |                                            |             |       |                  |           |
| 1.   | Venus Williams (1)      | 8       | Qatar Ladies Open, Doha                    | Cemento     | 3T    | 6-3, 6-3         | 45        |
| 2.   | Anna Čakvetadze         | 7       | Amelia Island Championships, Amelia Island | Terra verde | 3T    | 6-2, 3-6, 6-1    | 34        |
| 3.   | Venus Williams (2)      | 8       | Canadian Open, Montréal                    | Cemento     | 2T    | 6-4, 6-2         | 31        |
| 4.   | Jelena Janković         | 2       | Canadian Open, Montréal                    | Cemento     | QF    | 7-5, 6-2         | 31        |
| 5.   | Ana Ivanović (1)        | 5       | Kremlin Cup, Mosca                         | Cemento (i) | 2T    | 3-6, 6-2, 7-6(3) | 20        |
| 2010 |                         |         |                                            |             |       |                  |           |
| 6.   | Svetlana Kuznecova (1)  | 3       | Sydney International, Sydney               | Cemento     | 2T    | 7-5, 6-2         | 24        |
| 2011 |                         |         |                                            |             |       |                  |           |
| 7.   | Caroline Wozniacki (1)  | 1       | Sydney International, Sydney               | Cemento     | 2T    | 6-3, 6-3         | 32        |
| 8.   | Vera Zvonarëva (1)      | 3       | Indian Wells Open, Indian Wells            | Cemento     | 3T    | 4-6, 7-6(4), 6-4 | 27        |
| 9.   | Marija Šarapova (1)     | 6       | Madrid Open, Madrid                        | Terra rossa | 3T    | 7-5, 6-4         | 28        |
| 10.  | Caroline Wozniacki (2)  | 1       | Torneo di Wimbledon, Londra                | Erba        | 4T    | 1-6, 7-6(5), 7-5 | 24        |
| 11.  | Francesca Schiavone     | 9       | China Open, Pechino                        | Cemento     | 2T    | 6-2, 6-2         | 22        |
| 12.  | Vera Zvonarëva (2)      | 5       | Kremlin Cup, Mosca                         | Cemento (i) | QF    | 4-6, 6-4, 6-4    | 20        |
| 2012 |                         |         |                                            |             |       |                  |           |
| 13.  | Viktoryja Azaranka      | 1       | Open di Francia, Parigi                    | Terra rossa | 4T    | 6-2, 7-6(4)      | 16        |
| 14.  | Marion Bartoli          | 10      | San Diego Open, San Diego                  | Cemento     | F     | 6-1, 7-5         | 14        |
| 2013 |                         |         |                                            |             |       |                  |           |
| 15.  | Petra Kvitová (1)       | 8       | Sydney International, Sydney               | Cemento     | 1T    | 6-1, 6-1         | 15        |
| 16.  | Sara Errani             | 7       | Sydney International, Sydney               | Cemento     | QF    | 6-2, 6-1         | 15        |
| 17.  | Angelique Kerber (1)    | 5       | Sydney International, Sydney               | Cemento     | SF    | 6-2, 4-6, 6-3    | 15        |
| 18.  | Agnieszka Radwańska (1) | 4       | Bank of the West Classic, Stanford         | Cemento     | F     | 3-6, 6-4, 6-4    | 25        |
| 19.  | Angelique Kerber (2)    | 9       | Canadian Open, Toronto                     | Cemento     | 2T    | 6(0)–7, 6-2, 7-5 | 20        |
| 2014 |                         |         |                                            |             |       |                  |           |
| 20.  | Marija Šarapova (2)     | 3       | Australian Open, Melbourne                 | Cemento     | 4T    | 3-6, 6-4, 6-1    | 24        |
| 21.  | Agnieszka Radwańska (2) | 5       | Australian Open, Melbourne                 | Cemento     | SF    | 6-1, 6-2         | 24        |
| 22.  | Petra Kvitová (2)       | 6       | Indian Wells, Indian Wells                 | Cemento     | 4T    | 6-3, 6-2         | 11        |
| 23.  | Agnieszka Radwańska (3) | 3       | Miami Open, Miami                          | Cemento     | QF    | 3-6, 7-6(5), 6-3 | 11        |
| 2015 |                         |         |                                            |             |       |                  |           |
| 24.  | Lucie Šafářová          | 6       | Eastbourne International, Eastbourne       | Erba        | 2T    | 7-6(7), 6-4      | 49        |
| 25.  | Ana Ivanović (2)        | 7       | US Open, New York                          | Cemento     | 1T    | 6-3, 3-6, 6-3    | 50        |
| 26.  | Carla Suárez Navarro    | 10      | Pan Pacific Open, Tokyo                    | Cemento     | 2T    | 6-4, 6-4         | 48        |
| 2016 |                         |         |                                            |             |       |                  |           |
| 27.  | Agnieszka Radwańska (4) | 2       | Madrid Open, Madrid                        | Terra rossa | 1T    | 6-4, 6(3)-7, 6-3 | 38        |
| 28.  | Agnieszka Radwańska (5) | 3       | Eastbourne International, Eastbourne       | Erba        | QF    | 4-6, 7-6(2), 6-2 | 21        |
| 29.  | Agnieszka Radwańska (6) | 3       | Torneo di Wimbledon, Londra                | Erba        | 4T    | 6-3, 5-7, 9-7    | 18        |
| 30.  | Karolína Plíšková       | 6       | Wuhan Open, Wuhan                          | Cemento     | 3T    | 6-2, 6-2         | 12        |
| 31.  | Svetlana Kuznecova (2)  | 10      | Wuhan Open, Wuhan                          | Cemento     | SF    | 3-6, 6-3, 6-4    | 12        |
| 32.  | Simona Halep (1)        | 4       | WTA Finals, Singapore                      | Cemento (i) | RR    | 6-3, 7-6(5)      | 8         |
| 33.  | Svetlana Kuznecova (3)  | 9       | WTA Finals, Singapore                      | Cemento (i) | SF    | 1-6, 7-6(2), 6-4 | 8         |
| 34.  | Angelique Kerber (3)    | 1       | WTA Finals, Singapore                      | Cemento (i) | F     | 6-3, 6-4         | 8         |
| 2018 |                         |         |                                            |             |       |                  |           |
| 35.  | Angelique Kerber (4)    | 4       | US Open, New York                          | Cemento     | 3T    | 3-6, 6-3, 6-3    | 35        |
| 36.  | Simona Halep (2)        | 1       | Wuhan Open, Wuhan                          | Cemento     | 2T    | 6-0, 7-5         | 31        |
| 37.  | Sloane Stephens         | 9       | China Open, Pechino                        | Cemento     | 3T    | 4-6, 6-2, 6-3    | 30        |